# スティーブ・チェン (実業家)
スティーブ・チェン（中国語: 陳士駿、英語: Steve Shih-chun Chen、1978年8月25日 - ）は、アメリカ合衆国の起業家。YouTube社の共同創立者の一人で、同社の元CTO。

## 経歴
台湾で生まれ育ち、8歳の時に家族と共にアメリカに移住。数学と科学を愛好し、高校では John Hersey High School に加えイリノイ数理科学アカデミーに通い大学レベルの教育を受ける。
イリノイ大学アーバナ・シャンペーン校でコンピュータサイエンスを専攻。在学時、同級生であったマックス・レヴチンの誘いで初期のPayPalに入社。さまざまなプロジェクトでエンジニアリングマネージャーを務め、会社の中国進出に従事する。
2004年、Facebook（現：Meta）の顧問をしていた、マット・コーラーにより、最初に採用されたエンジニアとして働いた。PayPal時代の友達とビデオサイトを作ると言って辞めようとするが、コーラーに「一生、後悔するぞ。Facebookはすぐに大きい会社になるんだ。ビデオサイトなんて掃いて捨てる程あるじゃないか」と説得されるも聞かず、ビデオサイトを作り、ビデオ・サービスを始める。
2005年2月14日、PayPalで知り合ったチャド・ハーリー、ジョード・カリムと共にYouTubeを設立。2006年10月、YouTubeをGoogle社に対して16億5000万ドルで売却した。
2006年6月、月刊誌「Business 2.0」に今重要な50人の内の一人に選ばれる。2007年5月、Webby賞 Webby Person of the Yearを受賞。
2008年、YouTubeを退社した。
2009年1月、Google韓国法人のプロダクトマーケティングマネージャーだった朴智賢と結婚。
2023年、シャープの社外取締役に就任。